# ポルトガル領マカオ

マカオ
Macau (ポルトガル語)
澳門 (中国語)

国歌: Hymno Patriótico（ポルトガル語）
"愛国讃歌"（1809年 - 1834年）

Hino da Carta（ポルトガル語）
イーノ・ダ・カルタ（1834年 - 1910年）

A Portuguesa（ポルトガル語）
ア・ポルトゥゲーザ（1910年 - 1999年）

マカオの地図

ポルトガル領マカオ（ポルトガルりょうマカオ、ポルトガル語: Macau Português）は、1557年にポルトガルの居留地が設立されてから1999年に植民地支配が終了するまでのマカオを指す。マカオは、中国におけるヨーロッパ諸国の占有地としては最初のものであり、最後のものでもあった。

## 概要
ポルトガル支配下のマカオの歴史は、大きく3つの異なる政治的時代に分けることができる 。1つ目は1557年から1849年までのポルトガル人居留地時代である。この時期は「混合管轄」というべきもので、ポルトガルはポルトガル人コミュニティおよび居留地内の地域を管轄していたが、決定的な主権はなかった。2つ目は植民地時代で一般的には1849年から1974年までのこととされている。マカオの重要性がポルトガル帝国内で高まるにつれて、ポルトガルの主権は強化され、憲法上のポルトガル領土の一部になった。この時代の中国の主権は主に名目上のものだった。最後の3つ目の時代は、1974年のカーネーション革命のあと、1999年のマカオ返還までの移行期間またはポスト植民地時代となる 。
呉志良（Wu Zhiliang）は、より具体的に6つの期間を設定した。
- 中国・ポルトガル関係の初期（1514年–1583年）
- セナド（元老院）時代（1583年–1783年）
- セナドの衰退（1783年–1849年）
- 植民地時代（1849年–1976年）
- 地域自治期間（1976年–1988年）
- 移行期間（1988年–1999年）

## 歴史
商業港としてのマカオの歴史は明の時代の1535年に遡る。当時の税関は年間20,000両の関税収入があった。史料によってはこれを家賃または賄賂と呼んでいる。1554年、海賊の脅威が原因と思われるが、税関が浪白竈に移転した。ポルトガル人は、海賊を倒す助力を行い、マカオに定住する許可を得た  。1557年には恒久的な居留地が設立され、 年間500両の地代を払っている。1573年、居留地と本土との交通と貿易を制限するためのボーダーゲートが建設された。地代の支払いと境界線の建設は、明政府に対するポルトガルの借地人として立場と、マカオの事実上の外国による占領の暗黙の受け入れの両方を示していた。1583年に、この飛び地には自治政府と、のちにマカオ政庁と呼ばれるようになる諮問会議を持つようになった。

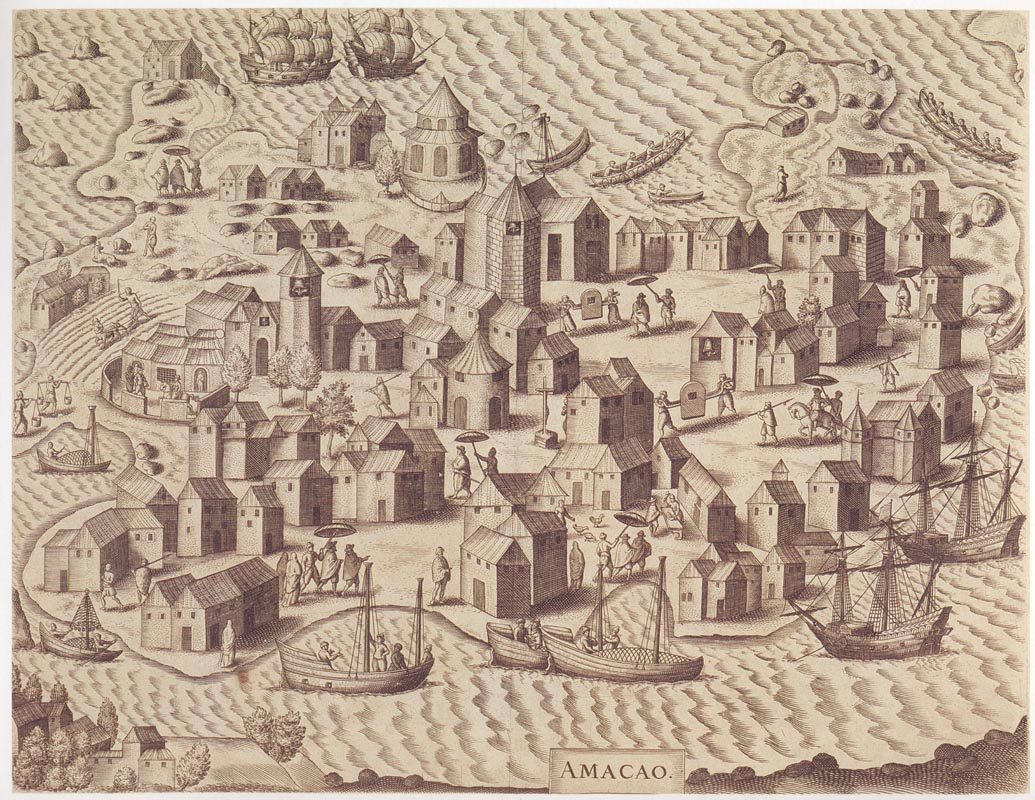
アマカオ、セオドア・ド・ブライ作、1598年頃。

ポルトガル王国は1783年にマカオに対する主権を宣言した。1822年の憲法には、マカオがその領土の不可欠な部分として含まれていた。1845年11月20日のポルトガル王の勅令は、マカオを自由港と宣言した。1846年、フェレイラ・ド・アマラル（Ferreira do Amaral）が総督に任命され、ポルトガルの主権を主張する権限が与えられた。彼は地代の支払いを拒否して、清の税関（Hoppo）を閉鎖し、現地の住民に税金を課して、ポルトガル法の下に置いた。セナドは彼の行動に反対し、力による完全な支配を確立することは「不公正で不誠実な意思表示」であると述べた。アマラルは元老院を解散し、彼らを非愛国的と呼んだ。彼は清当局に、彼らは外国勢力の代表として受け入れられるだろうと語った。アマラルの政策は多くの憤慨を呼び起こし、1849年8月22日に中国人男性に暗殺された。これにより、ポルトガルは3日後にボーダーゲートを越えてPassaleão砦を占領した。

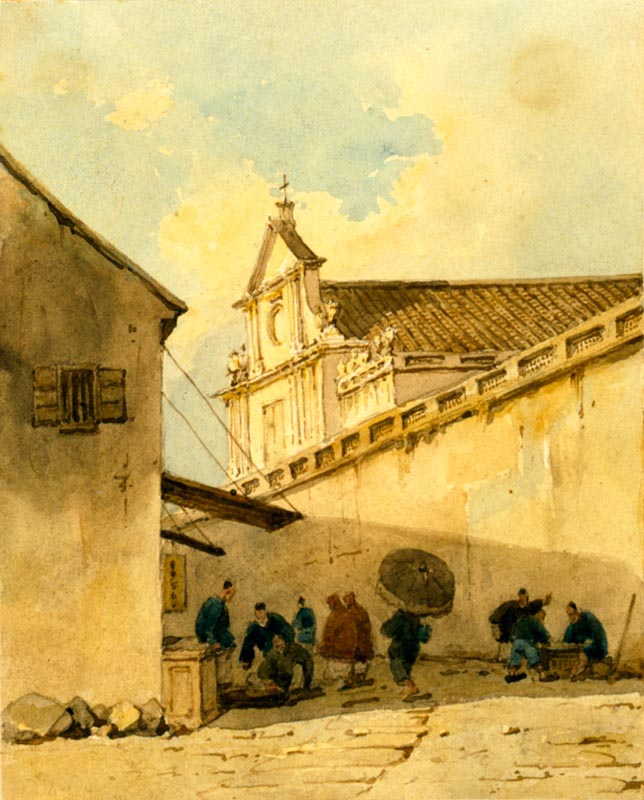
マカオの通り。ジョージ・チネリー作、1840年代

1887年3月26日、リスボン議定書が署名され、ポルトガルによる「マカオの永続的な占領と統治」を認め、清の合意なしにマカオを第三者に決して引き渡さないことに同意した。これは、12月1日の葡清条約で再確認された。清（中国）で拡大していった民族主義運動は、条約の不承認を表明し、その有効性に疑問を呈した。中国国民党政府は「不平等条約」を廃止することを誓ったが、マカオの地位は変わらなかった。 1928年の中葡和友条約は、マカオに対するポルトガルの統治を再確認した 。1945年、中国における治外法権の返還に関する中英条約の後、国民党は香港とマカオに対する外国の支配の清算を求めたが、彼らは共産主義者との内戦によって目標を達成できなかった。
1974年、ポルトガルのカーネーション革命後、新しい脱植民地化政策により、マカオの中華人民共和国（PRC）への返還の道が開かれた。ポルトガルは1974年後半にマカオからの撤退を申し出たが、中国はまだ英国の支配下にあった香港に対する国際的および地域的な信頼を維持しようとしたため、より後の時期の返還を選んでこのときは辞退した。1975年1月、ポルトガルは中華人民共和国を中国の唯一の政府として認めた  。1976年2月17日、ポルトガル議会はマカオ組織章程を可決し、マカオを「ポルトガル施政下の地域」と呼んだ。この用語は、マカオの海外県としての指定に代わるもので、ポルトガルの1976年憲法にも適用された。以前の憲法とは異なり、マカオはポルトガルの領土の不可欠な部分ではなくなった。1987年の中国ポルトガル共同宣言（中葡聯合聲明）は、マカオを「ポルトガル施政下の中国領土 “território chinês sob administração portuguesa”」と呼んだ。 1999年12月20日の返還式典で完全な主権が移管された。

## 政府
1657年以来、ポルトガル国王によって、または彼の代理であるインド副王によって、フィダルゴ（貴族）またはジェントリがカピタン・モールに任命された。カピタン・モールは、マラッカから日本へ派遣される艦隊の長であり、ポルトガルから日本と中国への公式代表だった。彼はしばしばマカオを長期間離れていたので、留守中の統治問題を処理するために1560年に初期の自治政府が設立された。投票によって選ばれた3人の代表者は、 eleitos （選出された）という称号を保持し、管理および司法の職務を遂行することができた。

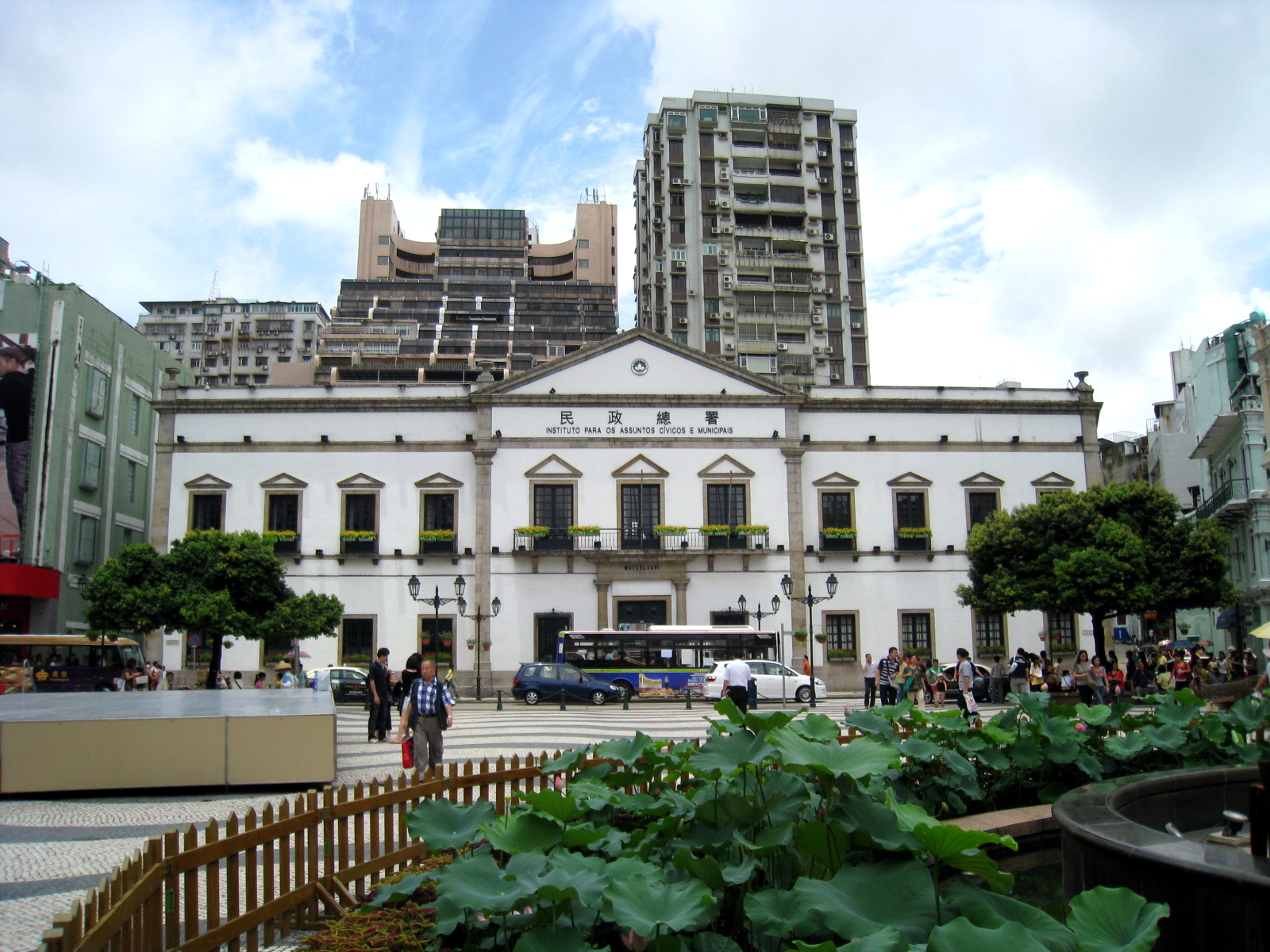
民政総署大楼

1583年に、後に元老院（ Leal Senado ）と呼ばれるようになる市評議会が設立された。それは、3名、2人の判事と1人の市代議員で構成されていた。マカオのポルトガル市民は6人の選挙人を選出し、その選挙人が元老院議員を選出した。最重要な問題に対しては、教会当局の総評議会を召集し、市民を導き、どのような措置をとるべきかを決定することによって対処した。何回かのオランダの攻撃の後で、元老院は1615年に軍事総督を設立し、恒久的な駐留軍の司令官職を定めた 。1623年、インド副王がマカオに総督と総督府を設立し、カピタン・モールに替わる統治者とした 。
マカオはもともと広東省を管轄する廣州府の下にある香山縣の一部として管理されていた。中国とポルトガルの当局者は、市庁舎であるカサ・ダ・カマラ（casa da câmara）、または後に建設された民政総署大楼で諸問題を協議した。1731年、清朝はマカオを管轄する香山縣丞衙署を前山寨に設立した。1744年に丞衙署をマカオの花地瑪堂区の中の望廈村に移すとともに、同知として廣州府澳門海防軍民同知を置いた。

## 主権

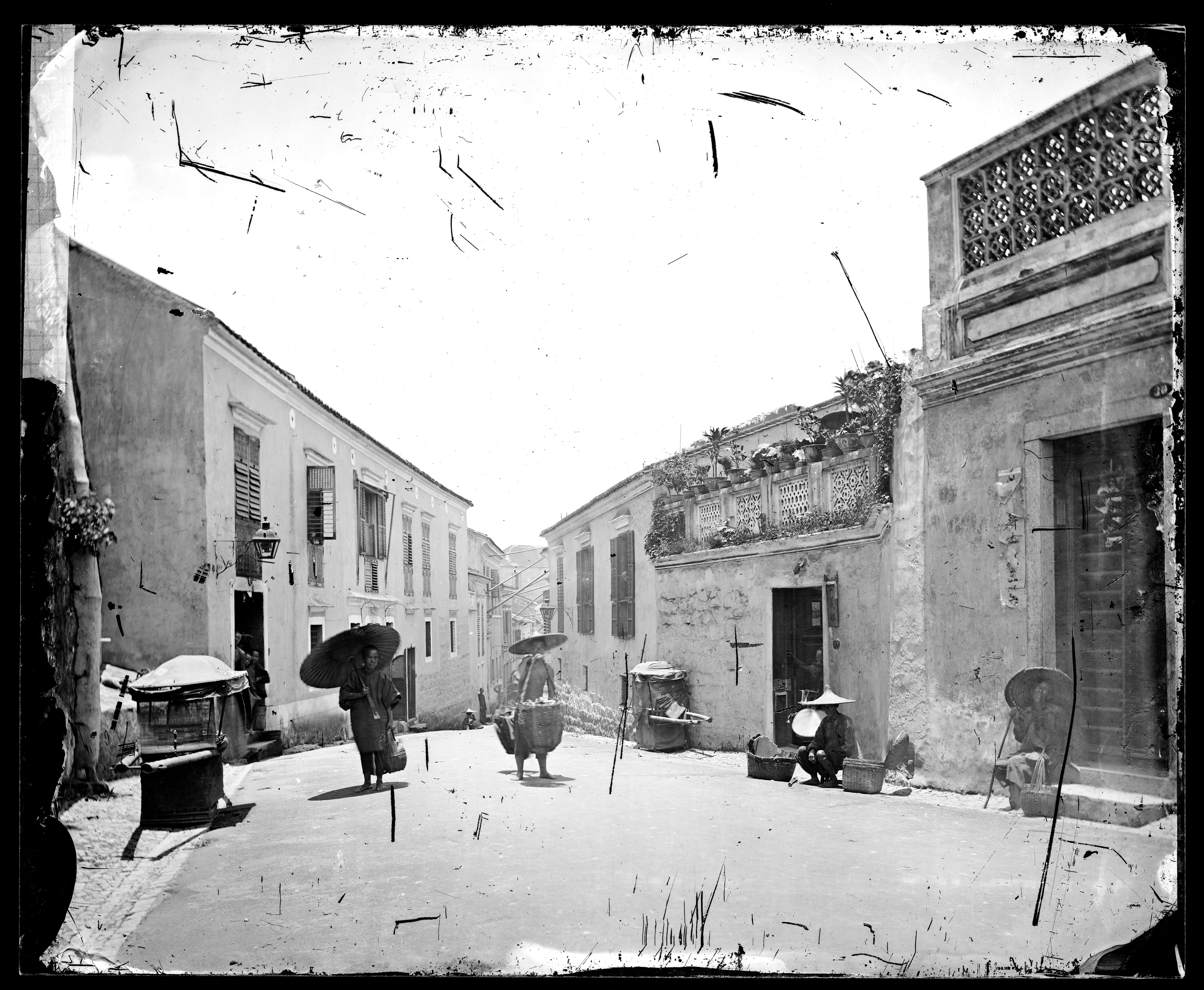
マカオのストリート、ジョン・トムソン作、1870年頃

マカオの主権は複雑な問題だった。マカオ大学の社会学教授、郝志東（Zhidong Hao）は、主権を「絶対的」で共有できないと考える人もいれば、「相対的」で共同または共有できると言う人もいるとする。彼の言によれば：
マカオの主権問題の複雑さは、中国とポルトガルが1999年以前にマカオの主権を共有していたことを示唆している。（略）マカオの植民地時代には、中国はマカオでの支配力が弱かったため、主権が弱くなり、ポルトガルがよりを多く持っていた。一方、ポルトガル人がマカオに主権を持っていたとしても、1887年の条約の後でも、それは絶対的なものではなかった。そのため、実際的には、主権は中国とポルトガルの間で何らかの形で共有されており、ある時点では、その一方が他方よりも多くを持っていた。 
マカオの政治的地位は、1887年の条約後も、その曖昧な表現のために争われていた。解釈は書き手の視点に依存し、ポルトガルと中国（ポルトガル語と中国語）では異なる側面を見せる。マカオの立法議会の法律顧問を務めてきた学者のパウロ枢機卿は、次のように書いている。
国際法に基づく分析では、マカオは西側の学者によって租借地として位置付けられています。あるいはポルトガルの国家元首の下にある連合体。あるいは共同主権領域。あるいは多国化された体制下の領域。あるいは特別境遇の領域。あるいは特殊な国家間関係に由来する統合されていない自治領。あるいは、二重主権下の共同体（言い換えれば、中国は主権を保持していたが、ポルトガルがその行使に責任を持った）。間違いなく、それは異例の状況でした。共同宣言以降、マカオは1999年12月19日まで、条約自体にそのような文言がなかったにもかかわらず、国際法に基づいて国際化された領土でした。 

## 教育
Liceu de Macauは公立ポルトガル語学校だった。